# Campagne germaniche di Domiziano
Le campagne germaniche dell'imperatore Domiziano consistono nelle azioni di guerra condotte negli anni 83-84/85 circa, contro le popolazioni germaniche dei Catti, Mattiaci, Vangioni, Triboci e Nemeti.
L'occupazione successiva che ne derivò, dei territori compresi tra il fiume Reno e Danubio, diede inizio alla costruzione del sistema difensivo del limes germanico-retico, terminata solo durante il principato di Antonino Pio. Per questi successi l'imperatore Domiziano si meritò il titolo di Germanicus alla fine dell'83.

## Contesto storico
L'impero dei Flavi era cominciato quasi un quindicennio prima con Vespasiano. A questi era succeduto il figlio maggiore, Tito, morto prematuramente nell'81, e poi il fratello minore, Domiziano. Quest'ultimo adottò una politica estera estremamente aggressiva, soprattutto in Occidente, cominciando tutta una serie di guerre lungo i confini imperiali a partire dalla Britannia (vedi campagne in Britannia di Agricola), evidentemente per renderne più sicure le sue frontiere, ma anche alla ricerca di glorie militari.

### Preludio alla guerra
Con la fine dell'82 Domiziano, dopo l'ennesimo attacco da parte della popolazione germanica dei Catti, che poco tempo prima avevano invaso i territori della Gallia, decise che era giunto il momento di occupare l'area germanica denominata Agri decumates, racchiusa tra le due sorgenti dei principali fiumi che costituivano il limes settentrionale dell'impero romano: Danubio e Reno. Recatosi in Gallia con il pretesto di tenere un censimento, comparve improvvisamente sul Reno con le armate schierate nei pressi di Mogontiacum.

### Forze in campo
L'armata che Domiziano riuscì a radunare era composta da numerose unità ausiliarie delle province limitrofe, ma anche delle:
- legioni della Germania superiore (I Adiutrix, VIII Augusta di stanza a Mirebeau, XI Claudia, XIV Gemina e XXI Rapax), oltre all'aggiunta della legione I Minervia, di nuova costituzione;
- vexillationes delle quattro legioni della Britannia, II Adiutrix, II Augusta, IX Hispana e XX Valeria Victrix.[1][2]

Il totale delle forze messe in campo dall'impero romano potrebbe essersi aggirato attorno agli 80 000 armati, di cui 40 000 legionari e 40 000 ausiliari.

## Guerra

### Campagna contro i Catti: 83
La campagna prese le mosse dal quartier generale di Mogontiacum dove era concentrato il grosso dell'esercito. L'obiettivo principale era la vicina tribù dei Catti a nord dei monti del Taunus. Non è escluso che Domiziano abbia ottenuto l'amicizia ed alleanza militare delle vicine popolazioni di Cherusci (considerando che pochi anni dopo sostenne con denaro il vicino re cherusco, Chariomero) ed Ermunduri. Questa alleanza gli avrebbe certamente permesso di tenere impegnato il nemico anche lungo il fronte settentrionale ed orientale.
I Catti furono battuti ripetutamente come ci racconta Sesto Giulio Frontino:
(Frontino, Strategemata, II, 3, 23.)
Le armate romane poterono così penetrare ed occupare il territorio germanico per circa 75 chilometri a nord est di Mogontiacum (limitibus per centum viginti milia passuum actis), includendo ora il popolo alleato dei Mattiaci. Domiziano, al termine delle operazioni militari (giugno/agosto dell'83), ricevette il titolo vittorioso di Germanicus e la sua quarta acclamazione ad Imperator.

### Avanzata dellimes germanico-reticonella parte meridionale: 84/85
I due anni successivi furono dedicati alla costruzione di tutta una serie di fortini e strade militari nel Wetterau e Taunus, cominciando a creare il primo tratto fortificato del limes germanico-retico e congiungendo il fiume Lahn al fiume Meno. Contemporaneamente si procedette all'avanzata nei territori di Nemeti e Triboci, percorrendo il corso del fiume Neckar da ovest ad est, e costruendo i nuovi forti a Ladenburg e a Neuenheim; a sud la penetrazione avveniva portando la linea di confine verso settentrione, costruendo una serie di nuovi forti ausiliari a Sulz, Geislingen, Rottenburg an der Laaber, Burladingen, Gomadingen, Donnstetten, Urspring e Günzburg, unendo così la fortezza militare di Argentoratae con la capitale della Rezia, Augusta Vindelicum.

### Nuovo attacco dei Catti: 89
Sappiamo che attorno all'88, il re dei Cherusci, Chariomero, venne cacciato dal suo regno dai Catti, poiché si era dimostrato amico ed alleato dei Romani. Inizialmente riuscì a radunare un nuovo esercito ed a fare ritorno; ma più tardi venne abbandonato da chi lo aveva rimesso sul trono, quando decise di inviare ostaggi ai Romani, divenendo "cliente" di Domiziano. Egli non garantì alcun sostegno militare ai Romani, ma da essi ricevette denaro.
Nel corso della rivolta dell'allora governatore della Germania superiore, Lucio Antonio Saturnino, i Catti ne approfittarono per attaccare il tratto di limes appena costituito, ma furono ancora una volta battuti e respinti.

## Conseguenze
L'occupazione degli Agri decumates, iniziata per la verità dal padre di Domiziano, Vespasiano (con le campagne del legato della Germania Superiore, Gneo Pinario Cornelio Clemente nel 73/74 per le quali ottenne gli ornamenta triumphalia) permise la creazione di una prima linea di fortificazioni artificiali nel Taunus-Wetterau, a cui se ne sarebbero aggiunte altre fino ad Antonino Pio, per un totale di 550 km.
Traiano continuò la penetrazione romana nell'area sia come governatore della Germania superiore (attorno agli anni 95-97), sia come imperatore (tra il 98 e il 99) con l'avanzamento oltre il fiume Reno verso est, fino al cosiddetto limes di Odenwald, tratto di frontiera che collegava il fiume Meno presso Wörth, con il medio Neckar a Bad Wimpfen. Il successore Adriano, contribuì all'avanzamento lungo il cosiddetto limes dell'Alb.
È sotto Antonino Pio (nel 145-146) che molte delle torri e dei forti in legno, furono ricostruiti interamente in pietra, ma soprattutto si ebbe il definitivo avanzamento del limes di oltre 30 km ad est della precedente linea dell'Odenwald-Neckar.

### Fonti primarie
- Cassio Dione Cocceiano, Storia romana.
- Frontino, Strategemata, I e II.
- Svetonio, Vite dei Cesari, Domiziano.

### Fonti moderne
- AAVV, Storia del mondo antico, L'impero romano da Augusto agli Antonini, Cambridge University Press, vol. VIII, Milano 1975, pag.673.
- D.Baatz, Der römische Limes: Archäologische Ausflüge zwischen Rhein und Donau, Berlin 2000.
- J.Bennett, Trajan optimus princeps, Bloominghton & Indianapolis 2001.
- J.R.Gonzalez, Historia de las legiones romanas, Madrid 2003.
- (EN) B.W.Jones, The emperor Domitian, Londra e New York, 1993, ISBN 0-415-10195-6.
- Y.Le Bohec, L'esercito romano, Roma 1992.
- Guido Migliorati, Cassio Dione e l'impero romano da Nerva ad Antonino Pio – alla luce dei nuovi documenti, Milano 2003.
- C.Scarre, Chronicle of the roman emperors, New York, 1999. ISBN 0-500-05077-5.
- Pat Southern, Domitian, tragic tyrant, Londra e New York 1997. ISBN 0-415-16525-3
- R.Syme, Guerre e frontiere del periodo dei Flavi, in L'impero romano da Augusto agli Antonini, cap.XVI, Cambridge Univ.Press, Milano 1978.
- Peter Wilcox e Gerry Embleton, Rome's enemies: Germans and Dacians, Oxford 2004. ISBN 0-85045-473-5.